# Белвилл Сенаторз
«Белвилл Сенаторз» (англ. Belleville Senators) — профессиональный хоккейный клуб из АХЛ, вступивший в лигу в сезоне 2017–18 в качестве фарм-клуба команды НХЛ «Оттава Сенаторз». Базируется в городе Белвилл, провинция Онтарио, Канада. Домашние игры проводит в «CAA-арене», вмещающей 4365 зрителей.
Ранее команда располагалась в Бингемтоне, штат Нью-Йорк и была известна как «Бингемтон Сенаторз».

## История
В 2016 году официальные представители нью-йоркского округа Брум заявили, что «Оттава Сенаторз» намерены перевезти свой дочерний клуб, известный как «Бингемтон Сенаторз», в Канаду, поближе к главному клубу франшизы, начиная с сезона 2017–18, несмотря на 3 оставшихся года по договору с округом. 26 сентября 2016 года владелец «Оттавы» Юджин Мельник подтвердил, что он выкупил бингемтонский клуб, переместил его в Белвилл, провинция Онтарио и назвал «Белвилл Сенаторз». В то же время «Бингемтон Дэвилз» сообщили, что их команда займёт место ушедшей франшизы «Сенаторз». Чтобы разместить у себя в городе команду АХЛ, власти Белвилла выделили более чем 20 миллионов долларов, чтобы расширить и улучшить «Ярдмен-арену», как только «Сенаторз» согласовали восьмилетний договор аренды с городом.
«Сенаторз» сохранили Курта Кляйнендорста в качестве главного тренера на первый сезон в Белвилле, но после результата 29–42–2–3 и невыхода в плей-офф его контракт не был продлен. Его заменил Трой Манн, недавно освобожденный тренер «Херши Беарз». В сезоне 2018-19 команда улучшила свои показатели, заняв пятое место в Северном дивизионе.
«Сенаторз» лидировали в Северном дивизионе, когда 11 мая сезон 2019–20 был отменён из-за пандемии COVID-19. Команда показала результат 38–20–4–1 и стала лучшей выездной командой лиги, выиграв 23 матча и имея процент побед на выезде 79.0%. С 234 голами «Би-Сенс» были самыми результативными в АХЛ.
Начало следующего сезона АХЛ 2020–21 было отложено из-за продолжающейся пандемии. В декабре 2020 года «Сенаторз» договорились о продлении аренды с городом Белвилл на 7 лет до сезона АХЛ 2026–27. В январе 2021 года лига объявила о временной реструктуризации из-за пограничных ограничений, связанных с пандемией, и «Би-Сенс» были помещены в общеканадский дивизион, но не имели установленной даты начала из-за использования мест проведения и ограничений в провинции Онтарио. В конце концов лига объявила о старте команд в Канаде на одну неделю позже остальных матчей лиги, но без каких-либо игр, первоначально запланированных в Онтарио. 
«Белвилл Сенаторз» начали сезон на выезде, а затем объявили, что их домашние матчи будут проходить в Оттаве, в «Канейдиан Тайр-центре» в течение всего сезона.
В сезоне 2022–23 «Белвилл» уволил Троя Манна с поста главного тренера 2 февраля 2023 года, заняв шестое место в Северном дивизионе АХЛ. Новым главным тренером был назначен помощник тренера Дэвид Белл.